# Rainer M. Schubert
Rainer M. Schubert (* 1946 in Flensburg) ist ein deutscher Journalist und ehemaliger Fluchthelfer zu Zeiten der deutschen Teilung.

## Leben
Schubert lebte in West-Berlin. Ab 1972 verhalf er als Fluchthelfer Bürgern der DDR und der ČSSR zur Flucht in den Westen. Er arbeitete dabei als Mitarbeiter und Deutschland-Chef der als Aramco AG getarnten Fluchthilfegruppierung des Hans Ulrich Lenzlinger. Im Prozess wurde angegeben, dass Schubert 97 Personen die Flucht ermöglicht hatte.
Am 8. Januar 1975 wurde er in Ost-Berlin festgenommen. Nach eigenen Angaben wurde er durch das MfS dorthin „listverschleppt“. Ein Bekannter aus Ost-Berlin hatte sich mit Schubert im Interhotel Stadt Berlin am Alexanderplatz verabredet, und das MfS informiert. Dieser Bekannte wurde 1992 wegen Verschleppung angeklagt.
Schubert sollte zuerst vor einem Militärgericht angeklagt werden. Da man aber einen Schauprozess veranstalten wollte, und das vor dem Ost-Berliner Militärgericht nicht möglich war, übernahm der Generalstaatsanwalt der DDR die Anklage vor dem Strafsenat Ia des Berliner Stadtgerichts wegen „staatsfeindlichen Menschenhandels, Sabotage, Spionage, Terror und weiterer schwerer Verbrechen“ und forderte eine lebenslange Haftstrafe. Die Hauptverhandlung erfolgte vom 20. bis 26. Januar 1976. Am 26. Januar wurde Schubert zu 15 Jahren Freiheitsstrafe verurteilt. Der Prozess wurde in Ost wie West medial begleitet.
Die Haft verbüßte er zunächst für zwei Jahre in Einzelhaft in der Zentralen MfS-Untersuchungshaftanstalt in Berlin, heute Gedenkstätte Berlin-Hohenschönhausen. Dann wurde Schubert in die Sonderhaftanstalt Bautzen II der Staatssicherheit verlegt. Am 14. Oktober 1983 wurde er nach knapp neun Jahren Haft nach West-Berlin entlassen.